# AZ Феникса
AZ Феникса (англ. AZ Phoenicis, HR 239) — переменная звезда в созвездии Феникса. Обладает средним значением видимой звёздной величины 6,47, находится на пределе видимости невооружённым глазом. Измерения параллакса звезды по данным космического телескопа Gaia дают оценку расстояния 322 световых года от Солнца. Абсолютная звёздная величина равна 1,65.
AZ Феникса является переменной звездой типа Дельты Щита, пульсирующей с периодом 79,3 минуты, при этом видимый блеск меняется с амплитудой 0,015 звёздной величины. Переменность звезды открыл Вернер Вайс в 1977 году по наблюдениям на 50-см телескопе в обсерватории Ла-Силья. AZ Феникса классифицировалась как возможная Ap-звезда, что остаётся под сомнением, хотя звезда обладает высоким содержанием металлов; доля металлов примерно втрое превышает содержание металлов в Солнце.
Звезда относится к спектральному классу A9/F0III, являясь гигантом спектрального класса  A или F. При оценке радиуса 2,7 радиусов Солнца она обладает светимостью 19 светимостей Солнца при эффективной температуре 7280 K. Астрометрические наблюдения, выполненные на телескопе  Hipparcos, помогли обнаружить значительное ускорение собственного движения AZ Феникса, что может объясняться природой AZ Феникса как астрометрической двойной звезды.